# ضاحية بوكومانسيمبي
ضاحية بوكومانسيمبي (بالإنجليزية: Bukomansimbi District)‏ هي منطقة في المنطقة الوسطى بأوغندا. تمت تسمية الضاحية على اسم مركزها البلدي الرئيسي، بوكومانسيمبي، موقع مقر الضاحية.

## موقع
يحد ضاحية بوكومانسيمبي مقاطعة جومبا من الشمال، وضاحية كالونجو من الشرق، وضاحية ماساكا من الجنوب الشرقي، وضاحية لوينجو من الجنوب الغربي، وضاحية سمبابولي من الشمال الغربي. بوكومانسيمبي، حيث يقع مقر الضاحية، تقع على بعد حوالي 26 كيلومترًا (16 ميلًا)، عن طريق البر، شمال غرب ماساكا، أقرب مدينة كبيرة. يقع هذا الموقع على بعد حوالي 150 كيلومترًا (93 ميلًا)، عن طريق البر، جنوب غرب كامبالا، عاصمة أوغندا وأكبر مدينة في ذلك البلد.

## التاريخ
الضاحية جديدة. تم إنشاؤها بموجب قانون صادر عن البرلمان في عام 2010. وأصبحت فعالة في 1 يوليو 2010، ويقع مقرها الرئيسي في مدينة بوكومانسيمبي. كانت في السابق جزءًا من منطقة ماساكا، قبل أن يتم تقسيمها إلى ضاحية مستقلة منفصلة.

## السكان
في عام 1991، قدر التعداد السكاني الوطني عدد السكان بحوالي 126.550 نسمة. وبعد مرور أحد عشر عامًا، قدر التعداد الوطني لعام 2002 عدد السكان بنحو 139,560 نسمة. في عام 2012، قُدر عدد سكان المنطقة في منتصف العام بنحو 154,000 نسمة.